# Karlo Batthyány
Karlo Batthyány (Baćan) (Rohonc, 28. travnja 1698. – Beč, 13. travnja 1772.), hrvatski plemić iz ugarske velikaške obitelji Batthyány (Baćana). Bio je visoki dužnosnik u Kraljevini Hrvatskoj. Obnašao je dužnost hrvatskog bana od 1742. do 1756. godine.
Bio je sin hrvatskog bana, grofa Adama Batthyányja. Istaknuo se u ratovima protiv Osmanlija 1716–1718. i 1737–1739. te u borbama na Rajni 1734. godine i postigao čin generala konjaništva. Sudjelovao i u Ratu za austrijsku baštinu.
Godine 1764. dobio je titulu hercega.

## Vanjske poveznice
- Karlo Batthyány Hrvatska enciklopedija

| Političke dužnosti         | Političke dužnosti       | Političke dužnosti        |
| -------------------------- | ------------------------ | ------------------------- |
| prethodnik Josip Esterházy | Hrvatski ban 1742.–1756. | nasljednik Franjo Nádasdy |